# 냥가주

냥가 주

냥가주(프랑스어: Nyanga)는 가봉의 주로 주도는 치방가이며 면적은 21,285km2, 인구는 50,297명(2010년 기준)이다. 서쪽으로는 대서양, 북서쪽으로는 오고웨마리팀 주, 북쪽으로는 응구니에 주와 접하며 동쪽과 남쪽으로는 콩고 공화국과 국경을 접한다. 4개 현을 관할한다.